# Ostateczni mściciele 2
Ostateczni mściciele 2 (znany także jako Ostateczni mściciele 2: Rise of the Panther) to sequel amerykańskiego filmu animowanego Ostateczni Mściciele. Film został wydany w dniu 8 sierpnia 2006 roku, a jego premiera odbyła się w bloku kreskówek Cartoon Network w dniu 21 października 2006 r. i otrzymał ocenę TV-14. Jest to drugi film serii Marvel Animated Features.

## Obsada
- Justin Gross - Steve Rogers / Captain America
- Marc Worden - Tony Stark / Iron Man
- Andre Ware - General Nick Fury
- Grey DeLisle - Janet Van Dyne-Pym / Wasp
- Nolan North - Hank Pym / Giant Man
- Dave Boat - Thor
- Olivia d’Abo - Natalia Romanov / Black Widow
- Fred Tatasciore - The Hulk i Edwin Jarvis
- Michael Massee - Dr. Bruce Banner
- Nan McNamara - Dr. Betty Ross
- James K. Ward - Herr Kleiser
- Jeffrey D. Sams - T' Challa / Black Panther
- Dwight Schultz - Odin
- Mark Hamill - Dr. Oiler
- Dave Fennoy - T'Chaka / Black Panther
- Susan Dalian - Nakinda
- Kendre Berry - Młody książę T'Challa
- Chi McBride - Chief Elder